# US Open de 2023
O US Open de 2023 foi um torneio de tênis disputado nas quadras duras do USTA Billie Jean King National Tennis Center, no Flushing Meadows-Corona Park, no distrito do Queens, em Nova Iorque, nos Estados Unidos, entre 28 de agosto e 10 de setembro. Corresponde à 56.ª edição da era aberta e à 143ª de todos os tempos.
Novak Djokovic conquistou o tetracampeonato em Flushing Meadows ao derrotar Daniil Medvedev no último jogo. Foi uma revanche da final de 2021. O sérvio chegou ao 24.º título do Grand Slam, dando um passo a mais de distância do segundo colocado e, se comparado às mulheres, empatando com a maior vencedora, a australiana Margaret Court.
Com apenas 19 anos, a prata da casa Coco Gauff virou para cima de Aryna Sabalenka, e levantou o primeiro troféu de major.
Nas duplas, Rajeev Ram e Joe Salisbury triunfaram pela terceira vez seguida em Nova York, em uma final de duas horas e três sets. Gabriela Dabrowski e Erin Routliffe obtiveram o primeiro êxito em um torneio deste porte, assim como Anna Danilina e Harri Heliövaara, em mistas.
Os quatro rankings possíveis tiveram mudanças no topo após o torneio: Djokovic reassumiu o posto do semifinalista Carlos Alcaraz; Sabalenka teve a sensação agridoce do vice-campeonato, mas interrompeu as 75 semanas de número 1 da polonesa Iga Świątek. Nas duplas, Neal Skupski foi substituído por Austin Krajicek, enquanto que as 52 semanas de Kateřina Siniaková deram lugar à parceria Coco Gauff / Jessica Pegula.
Por causa da invasão da Ucrânia pela Rússia, as organizações tomaram diversas medidas contra a Rússia e a Bielorrússia no esporte. Este foi o sexto Slam em que os jogadores desses países foram permitidos de participar, mas sob bandeira neutra.

## Expansão de chave
A Associação de Tênis dos Estados Unidos (USTA) aumentou, pelo segundo ano seguido, a chave para simplistas tetraplégicos no US Open. Antes 16, agora são 32 jogadores disputando o título. Agora, as três chaves de simples para cadeirantes (não inclui juvenis) contam com 16 competidores.

## Transmissão
Esta é a lista de países e canais designados a transmitir o torneio durante a edição em questão:
Países lusófonos

| País(es) | Canal(is)         |
| -------- | ----------------- |
| Brasil   | ESPN SporTV Star+ |
| Macau    | CCTV              |
| Portugal | Eurosport         |

Resto do mundo
| País(es)                                        | Canal(is)                   |
| Países avulsos                                  |                             |
| ----------------------------------------------- | --------------------------- |
| Austrália                                       | Nine Network Stan Sport     |
| Canadá                                          | TSN                         |
| China                                           | CCTV Migu TV                |
| Estados Unidos                                  | ESPN                        |
| Japão                                           | WOWOW                       |
| Nova Zelândia                                   | TVNZ                        |
| Taiwan                                          | Sportcast                   |
| Regiões                                         |                             |
| África subsaariana                              | SuperSport                  |
| América Central América do Sul espanhola Caribe | ESPN (América Latina)       |
| Europa                                          | Eurosport                   |
| Norte da África Oriente Médio                   | beIN Sports                 |
| Pacífico Sul                                    | TVWan Sports [en]           |
| Sudoeste Asiático                               | SPOTV [en]                  |
| Sul Asiático                                    | Sony TEN [en]               |
| Agrupamentos                                    |                             |
| Europa                                          |                             |
| Alemanha · Áustria · Suíça                      | Sportdeutschland.TV [de]    |
| Andorra · Espanha                               | Movistar Plus+ (Telefónica) |
| Irlanda · Reino Unido                           | Sky Sports                  |
| Itália · San Marino · Vaticano                  | SuperTennis                 |

## Pontuação e premiação

### Distribuição de pontos
ATP e WTA informam suas pontuações em Grand Slam, distintas entre si, em simples e em duplas. A ITF responde exclusivamente pelos juvenis e cadeirantes.
Considerado torneio amistoso, o de duplas mistas não gera pontos.
No juvenil, os simplistas jogam duas fases de qualificatório, mas só os que passam à chave principal pontuam. Em duplas, a pontuação é por jogador. A partir da fase com 16, os competidores recebem pontos adicionais de bônus (os valores da tabela já somam as duas pontuações).

#### Profissional
| Evento            | V    | F    | SF  | QF  | R16 | R32 | R64 | R128 | Q  | Q3 | Q2 | Q1 |
| Simples masculino | 2000 | 1200 | 720 | 360 | 180 | 90  | 45  | 10   | 25 | 16 | 8  | 0  |
| Duplas masculinas | 2000 | 1200 | 720 | 360 | 180 | 90  | 0   | —    | —  | —  | —  | —  |
| Simples feminino  | 2000 | 1300 | 780 | 430 | 240 | 130 | 70  | 10   | 40 | 30 | 20 | 2  |
| Duplas femininas  | 2000 | 1300 | 780 | 430 | 240 | 130 | 10  | —    | —  | —  | —  | —  |

| Evento            | V    | F   | SF  | QF  | R16 | R32 | R64 | Q  | Q2 | Q1 |
| Simples Masculino | 1000 | 700 | 490 | 300 | 180 | 90  | 30* | 20 | 0  | 0  |
| Simples Feminino  | 1000 | 700 | 490 | 300 | 180 | 90  | 30* | 20 | 0  | 0  |
| Duplas Masculinas | 750  | 525 | 367 | 225 | 135 | 0   | —   | —  | —  | —  |
| Duplas Femininas  | 750  | 525 | 367 | 225 | 135 | 0   | —   | —  | —  | —  |

| Evento               | V   | F   | SF/3º lugar | QF/4º lugar | R16 |
| Simples              | 800 | 500 | 375         | 200         | 100 |
| Simples tetraplégico | 800 | 500 | 375         | 100         | 100 |
| Duplas               | 800 | 500 | 375         | 100         | —   |
| Duplas tetraplégicas | 800 | 100 | —           | —           | —   |

### Premiação
A premiação geral aumentou 8% em relação a 2022. Os títulos de simples tiveram um acréscimo de US$ 400.000 cada.
Os valores para duplas são por par. Diferentemente da pontuação, não há recompensa aos vencedores do qualificatório.
Juvenis não são pagos. Outras disputas, como a de cadeirantes, não tiveram os valores detalhados; estão inclusos em "Outros eventos".
| Evento        | V             | F             | SF          | QF          | Últimos 16  | Últimos 32  | Últimos 64  | Últimos 128 | Q3         | Q2         | Q1         |
| Contemplados  | 1             | 1             | 2           | 4           | 8           | 16          | 32          | 64          | 16         | 32         | 64         |
| Simples (2)   | US$ 3.000.000 | US$ 1.500.000 | US$ 775.000 | US$ 455.000 | US$ 284.000 | US$ 191.000 | US$ 123.000 | US$ 81.500  | US$ 45.000 | US$ 34.500 | US$ 22.000 |
| Duplas (2)    | US$ 700.000   | US$ 350.000   | US$ 180.000 | US$ 100.000 | US$ 58.000  | US$ 36.800  | US$ 22.000  | —           | —          | —          | —          |
| Duplas mistas | US$ 170.000   | US$ 85.000    | US$ 42.500  | US$ 23.200  | US$ 14.200  | US$ 8.300   | —           | —           | —          | —          | —          |

Total dos eventos acima: US$ 58.976.800
Cadeirantes: US$ 1.366.800
Per diem: US$ 4.656.420
Total da premiação: US$ 65.000.020

## Cabeças de chave
Cabeças baseados(as) nos rankings de 21 de agosto de 2023. Dados de Ranking e Pontos anteriores são de 28 de agosto de 2023.

### Simples

#### Masculino
| Cabeça | Ranking | Jogador                     | Pontos anteriores | Pontos a defender | Pontos conquistados | Nova pontuação | Eliminado na | Eliminado por           |
| ------ | ------- | --------------------------- | ----------------- | ----------------- | ------------------- | -------------- | ------------ | ----------------------- |
| 1      | 1       | Carlos Alcaraz              | 9.815             | 2.000             | 720                 | 8.535          | SF           | Daniil Medvedev [3]     |
| 2      | 2       | Novak Djokovic              | 9.795             | 0                 | 2.000               | 11.795         | Campeão      | –                       |
| 3      | 3       | Daniil Medvedev             | 6.260             | 180               | 1.200               | 7.280          | F            | Novak Djokovic [2]      |
| 4      | 4       | Holger Rune                 | 4.790             | 90                | 10                  | 4.710          | 1ª fase      | Roberto Carballés Baena |
| 5      | 5       | Casper Ruud                 | 4.715             | 1.200             | 45                  | 3.560          | 2ª fase      | Zhang Zhizhen           |
| 6      | 6       | Jannik Sinner               | 4.645             | 360               | 180                 | 4.465          | 4ª fase      | Alexander Zverev [12]   |
| 7      | 7       | Stefanos Tsitsipas          | 4.580             | 10                | 45                  | 4.615          | 2ª fase      | Dominic Stricker [Q]    |
| 8      | 8       | Andrey Rublev               | 4.515             | 360               | 360                 | 4.515          | QF           | Daniil Medvedev [3]     |
| 9      | 9       | Taylor Fritz                | 3.605             | 10                | 360                 | 3.955          | QF           | Novak Djokovic [2]      |
| 10     | 10      | Frances Tiafoe              | 3.050             | 720               | 360                 | 2.690          | QF           | Ben Shelton             |
| 11     | 11      | Karen Khachanov             | 2.845             | 720               | 10                  | 2.135          | 1ª fase      | Michael Mmoh [WC]       |
| 12     | 12      | Alexander Zverev            | 2.670             | 0                 | 360                 | 3.030          | QF           | Carlos Alcaraz [1]      |
| 13     | 13      | Alex de Minaur              | 2.595             | 90                | 180                 | 2.685          | 4ª fase      | Daniil Medvedev [3]     |
| 14     | 14      | Tommy Paul                  | 2.570             | 90                | 180                 | 2.660          | 4ª fase      | Ben Shelton             |
| 15     | 15      | Félix Auger-Aliassime       | 2.375             | 45                | 10                  | 2.340          | 1ª fase      | Mackenzie McDonald      |
| 16     | 16      | Cameron Norrie              | 2.075             | 180               | 90                  | 1.985          | 3ª fase      | Matteo Arnaldi          |
| 17     | 17      | Hubert Hurkacz              | 2.035             | 45                | 45                  | 2.035          | 2ª fase      | Jack Draper             |
| 18     | 18      | Lorenzo Musetti             | 2.005             | 90                | 10                  | 1.925          | 1ª fase      | Titouan Droguet [Q]     |
| 19     | 19      | Grigor Dimitrov             | 1.690             | 45                | 90                  | 1.735          | 3ª fase      | Alexander Zverev [12]   |
| 20     | 20      | Francisco Cerúndolo         | 1.600             | 10                | 45                  | 1.635          | 2ª fase      | Jiří Veselý [PR]        |
| 21     | 21      | Alejandro Davidovich Fokina | 1.525             | 180               | 90                  | 1.435          | 3ª fase      | Tommy Paul [14]         |
| 22     | 35      | Adrian Mannarino            | 1.206             | 10                | 90                  | 1.286          | 3ª fase      | Frances Tiafoe [10]     |
| 23     | 25      | Nicolás Jarry               | 1.439             | 35                | 90                  | 1.494          | 3ª fase      | Alex de Minaur [13]     |
| 24     | 24      | Tallon Griekspoor           | 1.446             | 10                | 10                  | 1.446          | 1ª fase      | Arthur Fils             |
| 25     | 27      | Alexander Bublik            | 1.384             | 45                | 10                  | 1.349          | 1ª fase      | Dominic Thiem           |
| 26     | 28      | Daniel Evans                | 1.381             | 90                | 90                  | 1.381          | 3ª fase      | Carlos Alcaraz [1]      |
| 27     | 23      | Borna Ćorić                 | 1.450             | 45                | 10                  | 1.415          | 1ª fase      | Sebastián Báez          |
| 28     | 30      | Christopher Eubanks         | 1.338             | 70                | 45                  | 1.313          | 2ª fase      | Benjamin Bonzi [WC]     |
| 29     | 33      | Ugo Humbert                 | 1.258             | 0                 | 10                  | 1.268          | 1ª fase      | Matteo Berrettini       |
| 30     | 34      | Tomás Martín Etcheverry     | 1.250             | 10                | 45                  | 1.320          | 2ª fase      | Stan Wawrinka           |
| 31     | 31      | Sebastian Korda             | 1.330             | 45                | 10                  | 1.295          | 1ª fase      | Márton Fucsovics        |
| 32     | 38      | Laslo Djere                 | 1.110             | 10                | 90                  | 1.190          | 3ª fase      | Novak Djokovic [2]      |

##### Desistências
| Ranking | Jogador            | Pontos anteriores | Pontos a defender | Nova pontuação | Motivo           |
| ------- | ------------------ | ----------------- | ----------------- | -------------- | ---------------- |
| 22      | Jan-Lennard Struff | 1.482             | 8                 | 1.474          | Lesão no quadril |
| 26      | Denis Shapovalov   | 1.415             | 90                | 1.325          | Lesão no joelho  |

#### Feminino
| Cabeça | Ranking | Jogadora               | Pontos anteriores | Pontos a defender | Pontos conquistados | Nova pontuação | Eliminada na | Eliminada por           |
| ------ | ------- | ---------------------- | ----------------- | ----------------- | ------------------- | -------------- | ------------ | ----------------------- |
| 1      | 1       | Iga Świątek            | 9.955             | 2.000             | 240                 | 8.195          | 4ª fase      | Jeļena Ostapenko [20]   |
| 2      | 2       | Aryna Sabalenka        | 8.746             | 780               | 1.300               | 9.266          | F            | Coco Gauff [6]          |
| 3      | 3       | Jessica Pegula         | 5.945             | 430               | 240                 | 5.755          | 4ª fase      | Madison Keys [17]       |
| 4      | 4       | Elena Rybakina         | 5.670             | 10                | 130                 | 5.790          | 3ª fase      | Sorana Cîrstea [30]     |
| 5      | 5       | Ons Jabeur             | 4.831             | 1.300             | 240                 | 3.771          | 4ª fase      | Zheng Qinwen [23]       |
| 6      | 6       | Coco Gauff             | 4.595             | 430               | 2.000               | 6.165          | Campeã       | –                       |
| 7      | 7       | Caroline Garcia        | 3.820             | 780               | 10                  | 3.050          | 1ª fase      | Wang Yafan [Q]          |
| 8      | 8       | Maria Sakkari          | 3.585             | 70                | 10                  | 3.525          | 1ª fase      | Rebeka Masarova         |
| 9      | 9       | Markéta Vondroušová    | 3.400             | 0                 | 430                 | 3.830          | QF           | Madison Keys [17]       |
| 10     | 10      | Karolína Muchová       | 2.995             | 10                | 780                 | 3.765          | SF           | Coco Gauff [6]          |
| 11     | 11      | Petra Kvitová          | 2.920             | 240               | 70                  | 2.750          | 2ª fase      | Caroline Wozniacki [WC] |
| 12     | 12      | Barbora Krejčíková     | 2.811             | 70                | 10                  | 2.751          | 1ª fase      | Lucia Bronzetti         |
| 13     | 14      | Daria Kasatkina        | 2.560             | 10                | 240                 | 2.790          | 4ª fase      | Aryna Sabalenka [2]     |
| 14     | 15      | Liudmila Samsonova     | 2.525             | 240               | 130                 | 2.305          | 3ª fase      | Madison Keys [17]       |
| 15     | 13      | Belinda Bencic         | 2.605             | 130               | 240                 | 2.715          | 4ª fase      | Sorana Cîrstea [30]     |
| 16     | 16      | Veronika Kudermetova   | 2.480             | 240               | 10                  | 2.250          | 1ª fase      | Bernarda Pera           |
| 17     | 17      | Madison Keys           | 2.290             | 130               | 780                 | 2.940          | SF           | Aryna Sabalenka [2]     |
| 18     | 18      | Victoria Azarenka      | 2.235             | 240               | 70                  | 2.065          | 2ª fase      | Zhu Lin                 |
| 19     | 19      | Beatriz Haddad Maia    | 2.220             | 70                | 70                  | 2.220          | 2ª fase      | Taylor Townsend         |
| 20     | 21      | Jeļena Ostapenko       | 2.160             | 10                | 430                 | 2.580          | QF           | Coco Gauff [6]          |
| 21     | 22      | Donna Vekić            | 2.125             | 10                | 10                  | 2.125          | 1ª fase      | Sachia Vickery [Q]      |
| 22     | 20      | Ekaterina Alexandrova  | 2.190             | 70                | 130                 | 2.250          | 3ª fase      | Markéta Vondroušová [9] |
| 23     | 23      | Zheng Qinwen           | 1.823             | 130               | 430                 | 2.123          | QF           | Aryna Sabalenka [2]     |
| 24     | 24      | Magda Linette          | 1.756             | 10                | 70                  | 1.816          | 2ª fase      | Jennifer Brady [PR]     |
| 25     | 25      | Karolína Plíšková      | 1.685             | 430               | 70                  | 1.325          | 2ª fase      | Clara Burel             |
| 26     | 26      | Elina Svitolina        | 1.679             | 0                 | 130                 | 1.809          | 3ª fase      | Jessica Pegula [3]      |
| 27     | 27      | Anastasia Potapova     | 1.675             | 70                | 10                  | 1.615          | 1ª fase      | Clara Tauson            |
| 28     | 28      | Anhelina Kalinina      | 1.597             | 70                | 10                  | 1.537          | 1ª fase      | Sara Sorribes Tormo     |
| 29     | 29      | Elisabetta Cocciaretto | 1.420             | 40                | 10                  | 1.390          | 1ª fase      | Kaja Juvan [Q]          |
| 30     | 30      | Sorana Cîrstea         | 1.400             | 70                | 430                 | 1.760          | QF           | Karolína Muchová [10]   |
| 31     | 31      | Marie Bouzková         | 1.393             | 70                | 130                 | 1.453          | 3ª fase      | Ons Jabeur [5]          |
| 32     | 32      | Elise Mertens          | 1.389             | 10                | 130                 | 1.509          | 3ª fase      | Coco Gauff [6]          |

### Duplas
| Cabeça | Ranking | Equipe            | Equipe                 |
| ------ | ------- | ----------------- | ---------------------- |
| 1      | 2       | Wesley Koolhof    | Neal Skupski           |
| 2      | 7       | Ivan Dodig        | Austin Krajicek        |
| 3      | 11      | Rajeev Ram        | Joe Salisbury          |
| 4      | 16      | Marcelo Arévalo   | Jean-Julien Rojer      |
| 5      | 19      | Máximo González   | Andrés Molteni         |
| 6      | 24      | Rohan Bopanna     | Matthew Ebden          |
| 7      | 26      | Santiago González | Édouard Roger-Vasselin |
| 8      | 34      | Marcel Granollers | Horacio Zeballos       |
| 9      | 36      | Hugo Nys          | Jan Zieliński          |
| 10     | 38      | Kevin Krawietz    | Tim Pütz               |
| 11     | 42      | Sander Gillé      | Joran Vliegen          |
| 12     | 51      | Jamie Murray      | Michael Venus          |
| 13     | 54      | Lloyd Glasspool   | Harri Heliövaara       |
| 14     | 58      | Matwé Middelkoop  | Mate Pavić             |
| 15     | 61      | Nathaniel Lammons | Jackson Withrow        |
| 16     | 65      | Robin Haase       | Nikola Mektić          |

| Cabeça | Ranking | Equipe                   | Equipe              |
| ------ | ------- | ------------------------ | ------------------- |
| 1      | 3       | Barbora Krejčíková       | Kateřina Siniaková  |
| 2      | 7       | Storm Hunter             | Elise Mertens       |
| 3      | 12      | Coco Gauff               | Jessica Pegula      |
| 4      | 18      | Desirae Krawczyk         | Demi Schuurs        |
| 5      | 23      | Nicole Melichar-Martinez | Ellen Perez         |
| 6      | 25      | Leylah Fernandez         | Taylor Townsend     |
| 7      | 28      | Shuko Aoyama             | Ena Shibahara       |
| 8      | 34      | Hsieh Su-wei             | Wang Xinyu          |
| 9      | 39      | Chan Hao-ching           | Giuliana Olmos      |
| 10     | 50      | Lyudmyla Kichenok        | Jeļena Ostapenko    |
| 11     | 55      | Latisha Chan             | Yang Zhaoxuan       |
| 12     | 61      | Laura Siegemund          | Vera Zvonareva      |
| 13     | 66      | Veronika Kudermetova     | Liudmila Samsonova  |
| 14     | 66      | Marta Kostyuk            | Elena-Gabriela Ruse |
| 15     | 70      | Miyu Kato                | Aldila Sutjiadi     |
| 16     | 73      | Gabriela Dabrowski       | Erin Routliffe      |

#### Mistas
| Cabeça | Ranking | Equipe                   | Equipe            |
| ------ | ------- | ------------------------ | ----------------- |
| 1      | 9       | Jessica Pegula           | Austin Krajicek   |
| 2      | 9       | Desirae Krawczyk         | Neal Skupski      |
| 3      | 17      | Hsieh Su-wei             | Marcelo Arévalo   |
| 4      | 20      | Luisa Stefani            | Joe Salisbury     |
| 5      | 30      | Ellen Perez              | Jean-Julien Rojer |
| 6      | 31      | Nicole Melichar-Martinez | Matthew Ebden     |
| 7      | 39      | Demi Schuurs             | Hugo Nys          |
| 8      | 35      | Yang Zhaoxuan            | Kevin Krawietz    |

## Convidados à chave principal
Os jogadores a seguir receberam convite para disputar diretamente a chave principal, baseados em seleção interna ou desempenhos recentes.

### Simples
| Masculino | Feminino |
| --- | --- |
| - Benjamin Bonzi - Rinky Hijikata - John Isner - Steve Johnson - Alex Michelsen - Michael Mmoh - Ethan Quinn - Learner Tien | - Kayla Day - Fiona Ferro - Storm Hunter - Ashlyn Krueger - Robin Montgomery - Clervie Ngounoue - Venus Williams - Caroline Wozniacki |

### Duplas
| Masculinas | Femininas | Mistas |
| --- | --- | --- |
| - William Blumberg / Steve Johnson - Alexander Frusina / Adhithya Ganesan - Nicholas Godsick / Ethan Quinn - John Isner / Jack Sock - Vasil Kirkov / Denis Kudla - Aleksandar Kovacevic / Nicolas Moreno de Alboran - Eliot Spizzirri / Tyler Zink | - Olivia Center / Kate Fakih - Fiona Crawley / Carson Tanguilig - Quinn Gleason / Elizabeth Mandlik - Makenna Jones / Jamie Loeb - Sofia Kenin / Coco Vandeweghe - Ashlyn Krueger / Angela Kulikov - Robin Montgomery / Clervie Ngounoue | - Danielle Collins / Ryan Harrison - Coco Gauff / Jack Sock - Ashlyn Krueger / Ethan Quinn - Maria Mateas / Mackenzie McDonald - Bethanie Mattek-Sands / Jamie Murray - Robin Montgomery / Alex Michelsen - Asia Muhammad / Jackson Withrow - Alycia Parks / Denis Kudla |

## Qualificados à chave principal
O qualificatório aconteceu no USTA Billie Jean King National Tennis Center entre 22 e 26 de agosto de 2023.

### Simples
| Masculino | Feminino |
| --- | --- |
| 1. Enzo Couacaud 2. Taro Daniel 3. Titouan Droguet 4. Hugo Gaston 5. Borna Gojo 6. Hsu Yu-hsiou 7. Felipe Meligeni Alves 8. Jakub Menšík 9. Nicolas Moreno de Alboran 10. Emilio Nava 11. Sho Shimabukuro 12. Timofey Skatov 13. Dominic Stricker 14. Zachary Svajda 15. Stefano Travaglia 16. Otto Virtanen | 1. Mirjam Björklund 2. Fiona Crawley 3. Olivia Gadecki 4. Han Na-lae 5. Elsa Jacquemot 6. Kaja Juvan 7. Eva Lys 8. Greet Minnen 9. Yuriko Miyazaki 10. Tatiana Prozorova 11. Elena-Gabriela Ruse 12. Laura Siegemund 13. Sachia Vickery 14. Katie Volynets 15. Wang Yafan 16. Vera Zvonareva |

Lucky losers
| 1. Arthur Cazaux 2. James Duckworth | 1. Kimberly Birrell 2. Viktória Hrunčáková 3. Yanina Wickmayer |

## Eliminações em simples

### Masculino
| Final                      | Final                     | Final                            | Final                   |
| -------------------------- | ------------------------- | -------------------------------- | ----------------------- |
| Daniil Medvedev [3]        |                           |                                  |                         |
| Semifinais                 |                           |                                  |                         |
| Carlos Alcaraz [1]         | Carlos Alcaraz [1]        | Ben Shelton                      | Ben Shelton             |
| Quartas de final           |                           |                                  |                         |
| Alexander Zverev [12]      | Andrey Rublev [8]         | Frances Tiafoe [10]              | Taylor Fritz [9]        |
| Quarta fase                |                           |                                  |                         |
| Matteo Arnaldi             | Jannik Sinner [6]         | Alex de Minaur [13]              | Jack Draper             |
| Rinky Hijikata (WC)        | Tommy Paul [14]           | Dominic Stricker (Q)             | Borna Gojo (Q)          |
| Terceira fase              |                           |                                  |                         |
| Daniel Evans [26]          | Cameron Norrie [16]       | Grigor Dimitrov [19]             | Stan Wawrinka           |
| Sebastián Báez             | Nicolás Jarry [23]        | Michael Mmoh (WC)                | Arthur Rinderknech      |
| Zhang Zhizhen              | Adrian Mannarino [22]     | Alejandro Davidovich Fokina [21] | Aslan Karatsev          |
| Benjamin Bonzi (WC)        | Jakub Menšík (Q)          | Jiří Veselý (PR)                 | Laslo Djere [32]        |
| Segunda fase               |                           |                                  |                         |
| Lloyd Harris (PR)          | Botic van de Zandschulp   | Arthur Fils                      | Hsu Yu-hsiou (Q)        |
| Daniel Altmaier            | Andy Murray               | Tomás Martín Etcheverry [30]     | Lorenzo Sonego          |
| Christopher O'Connell      | Felipe Meligeni Alves (Q) | Alex Michelsen (WC)              | Wu Yibing               |
| John Isner (WC)            | Hubert Hurkacz [17]       | Matteo Berrettini                | Gaël Monfils (PR)       |
| Casper Ruud [5]            | Márton Fucsovics          | Fábián Marozsán                  | Sebastian Ofner         |
| Roman Safiullin            | Juan Manuel Cerúndolo     | Dominic Thiem                    | Roberto Carballés Baena |
| Stefanos Tsitsipas [7]     | Christopher Eubanks [28]  | Titouan Droguet (Q)              | Juan Pablo Varillas     |
| Mackenzie McDonald         | Francisco Cerúndolo [20]  | Hugo Gaston (Q)                  | Bernabé Zapata Miralles |
| Primeira fase              |                           |                                  |                         |
| Dominik Koepfer            | Guido Pella (PR)          | Jordan Thompson                  | Daniel Elahi Galán      |
| Tallon Griekspoor [24]     | Jason Kubler              | Thanasi Kokkinakis               | Alexander Shevchenko    |
| Aleksandar Vukic           | Constant Lestienne        | Corentin Moutet                  | Alex Molčan             |
| Otto Virtanen (Q)          | Yoshihito Nishioka        | Nicolas Moreno de Alboran (Q)    | Yannick Hanfmann        |
| Attila Balázs (PR)         | Max Purcell               | James Duckworth (LL)             | Borna Ćorić [27]        |
| Luca Van Assche            | Albert Ramos Viñolas      | Dušan Lajović                    | Timofey Skatov (Q)      |
| Karen Khachanov [11]       | Facundo Díaz Acosta       | Radu Albot                       | Marc-Andrea Hüsler      |
| Ugo Humbert [29]           | Diego Schwartzman         | Taro Daniel (Q)                  | Arthur Cazaux (LL)      |
| Emilio Nava (Q)            | J. J. Wolf                | Pavel Kotov                      | Sebastian Korda [31]    |
| Yosuke Watanuki            | Richard Gasquet           | Nuno Borges                      | Learner Tien (WC)       |
| Stefano Travaglia (Q)      | Marco Cecchinato          | Ilya Ivashka                     | Marcos Giron            |
| Alexander Bublik [25]      | Pedro Cachin              | Jiří Lehečka                     | Holger Rune [4]         |
| Milos Raonic (PR)          | Alexei Popyrin            | Quentin Halys                    | Kwon Soon-woo           |
| Lorenzo Musetti [18]       | Grégoire Barrère          | Miomir Kecmanović                | Steve Johnson (WC)      |
| Félix Auger-Aliassime [15] | Hugo Dellien (PR)         | Enzo Couacaud (Q)                | Zachary Svajda (Q)      |
| Brandon Nakashima          | Sho Shimabukuro (Q)       | Ethan Quinn (WC)                 | Alexandre Müller        |

### Feminino
| Final                   | Final                      | Final                    | Final                       |
| ----------------------- | -------------------------- | ------------------------ | --------------------------- |
| Aryna Sabalenka [2]     |                            |                          |                             |
| Semifinais              |                            |                          |                             |
| Karolína Muchová [10]   | Karolína Muchová [10]      | Madison Keys [17]        | Madison Keys [17]           |
| Quartas de final        |                            |                          |                             |
| Jeļena Ostapenko [20]   | Sorana Cîrstea [30]        | Markéta Vondroušová [9]  | Zheng Qinwen [23]           |
| Quarta fase             |                            |                          |                             |
| Iga Świątek [1]         | Caroline Wozniacki (WC)    | Belinda Bencic [15]      | Wang Xinyu                  |
| Peyton Stearns          | Jessica Pegula [3]         | Ons Jabeur [5]           | Daria Kasatkina [13]        |
| Terceira fase           |                            |                          |                             |
| Kaja Juvan (Q)          | Bernarda Pera              | Jennifer Brady (PR)      | Elise Mertens [32]          |
| Elena Rybakina [4]      | Zhu Lin                    | Taylor Townsend          | Anna Karolína Schmiedlová   |
| Katie Boulter           | Ekaterina Alexandrova [22] | Liudmila Samsonova [14]  | Elina Svitolina [26]        |
| Marie Bouzková [31]     | Lucia Bronzetti            | Greet Minnen (Q)         | Clara Burel                 |
| Segunda fase            |                            |                          |                             |
| Daria Saville (PR)      | Lauren Davis               | Elina Avanesyan          | Wang Xiyu                   |
| Petra Kvitová [11]      | Magda Linette [24]         | Danielle Collins         | Mirra Andreeva              |
| Ajla Tomljanović        | Anna Kalinskaya            | Victoria Azarenka [18]   | Yuriko Miyazaki (Q)         |
| Magdalena Fręch         | Beatriz Haddad Maia [19]   | Sara Sorribes Tormo      | Rebeka Masarova             |
| Wang Yafan (Q)          | Clara Tauson               | Lesia Tsurenko           | Martina Trevisan            |
| Tamara Korpatsch        | Yanina Wickmayer (LL)      | Anastasia Pavlyuchenkova | Patricia Maria Țig (PR)     |
| Linda Nosková           | Petra Martić               | Kaia Kanepi              | Eva Lys (Q)                 |
| Sofia Kenin             | Sachia Vickery (Q)         | Karolína Plíšková [25]   | Jodie Burrage               |
| Primeira fase           |                            |                          |                             |
| Rebecca Peterson        | Clervie Ngounoue (WC)      | Danka Kovinić            | Elisabetta Cocciaretto [29] |
| Jasmine Paolini         | Alizé Cornet               | Viktória Hrunčáková (LL) | Veronika Kudermetova [16]   |
| Cristina Bucșa          | Tatiana Prozorova (Q)      | Kimberly Birrell (LL)    | Aliaksandra Sasnovich       |
| Mirjam Björklund (Q)    | Linda Fruhvirtová          | Olivia Gadecki (Q)       | Laura Siegemund (Q)         |
| Marta Kostyuk           | Panna Udvardy              | Kateřina Siniaková       | Kayla Day (WC)              |
| Fiona Ferro (WC)        | Mayar Sherif               | Margarita Betova         | Kamilla Rakhimova           |
| Storm Hunter (WC)       | Emma Navarro               | Varvara Gracheva         | Sloane Stephens             |
| Anhelina Kalinina [28]  | Katie Volynets (Q)         | Kateryna Baindl          | Maria Sakkari [8]           |
| Caroline Garcia [7]     | Diane Parry                | Viktoriya Tomova         | Anastasia Potapova [27]     |
| Leylah Fernandez        | Elsa Jacquemot (Q)         | Yulia Putintseva         | Han Na-lae (Q)              |
| Claire Liu              | Irina-Camelia Begu         | Vera Zvonareva (Q)       | Arantxa Rus                 |
| Anna-Lena Friedsam      | Fiona Crawley (Q)          | Rebecca Marino           | Camila Giorgi               |
| Camila Osorio           | Madison Brengle            | Tatjana Maria            | Ashlyn Krueger (WC)         |
| Nadia Podoroska         | Barbora Strýcová (PR)      | Robin Montgomery (WC)    | Barbora Krejčíková [12]     |
| Alycia Parks            | Ana Bogdan                 | Venus Williams (WC)      | Donna Vekić [21]            |
| Elena-Gabriela Ruse (Q) | Caroline Dolehide          | Anna Blinkova            | Maryna Zanevska             |

## Finais

### Profissional
| Categoria | Evento    | Campeã(s)(o/ões)                  | Vice-campeã(s)(o/ões)          | Resultado      | Chave(s)  | Chave(s)       |
| --------- | --------- | --------------------------------- | ------------------------------ | -------------- | --------- | -------------- |
| Simples   | Masculino | Novak Djokovic                    | Daniil Medvedev                | 6–3, 7–65, 6–3 | principal | qualificatório |
| Simples   | Feminino  | Coco Gauff                        | Aryna Sabalenka                | 2–6, 6–3, 6–2  | principal | qualificatório |
| Duplas    | Masculino | Rajeev Ram Joe Salisbury          | Rohan Bopanna Matthew Ebden    | 2–6, 6–3, 6–4  | principal | principal      |
| Duplas    | Feminino  | Gabriela Dabrowski Erin Routliffe | Laura Siegemund Vera Zvonareva | 7–69, 6–3      | principal | principal      |
| Duplas    | Misto     | Anna Danilina Harri Heliövaara    | Jessica Pegula Austin Krajicek | 6–3, 6–4       | principal | principal      |

### Juvenil
| Categoria | Evento    | Campeã(s)(o/ões)           | Vice-campeã(s)(o/ões)             | Resultado        | Chave(s)  | Chave(s)       |
| --------- | --------- | -------------------------- | --------------------------------- | ---------------- | --------- | -------------- |
| Simples   | Masculino | João Fonseca               | Learner Tien                      | 4–6, 6–4, 6–3    | principal | qualificatório |
| Simples   | Feminino  | Katherine Hui              | Tereza Valentová                  | 6–4, 6–4         | principal | qualificatório |
| Duplas    | Masculino | Max Dahlin Oliver Ojakaar  | Federico Bondioli Joel Schwärzler | 3–6, 6–3, [11–9] | principal | principal      |
| Duplas    | Feminino  | Mara Gae Anastasiia Gureva | Sara Saito Nakana Sato            | 1–6, 7–5, [10–8] | principal | principal      |

### Cadeirante
| Categoria | Evento       | Campeã(s)(o/ões)               | Vice-campeã(s)(o/ões)          | Resultado | Chave     |
| --------- | ------------ | ------------------------------ | ------------------------------ | --------- | --------- |
| Simples   | Masculino    | Alfie Hewett                   | Gordon Reid                    | 6–4, 6–3  | principal |
| Simples   | Feminino     | Diede de Groot                 | Yui Kamiji                     | 6–2, 6–2  | principal |
| Simples   | Tetraplégico | Sam Schröder                   | Niels Vink                     | 6–3, 7–5  | principal |
| Duplas    | Masculino    | Stéphane Houdet Takashi Sanada | Takuya Miki Tokito Oda         | 6–4, 6–4  | principal |
| Duplas    | Feminino     | Yui Kamiji Kgothatso Montjane  | Diede de Groot Jiske Griffioen | w.o.      | principal |
| Duplas    | Tetraplégico | Sam Schröder Niels Vink        | Andy Lapthorne Donald Ramphadi | 6–1, 6–2  | principal |

### Cadeirante juvenil
| Categoria | Evento    | Campeã(s)(o/ões)              | Vice-campeã(s)(o/ões)        | Resultado | Chave     |
| --------- | --------- | ----------------------------- | ---------------------------- | --------- | --------- |
| Simples   | Masculino | Dahnon Ward                   | Francesco Felici             | 6–4, 6–3  | principal |
| Simples   | Feminino  | Ksénia Chasteau               | Maylee Phelps                | 6–3, 6–1  | principal |
| Duplas    | Masculino | Joshua Johns Dahnon Ward      | Charlie Cooper Tomas Majetic | 6–0, 6–3  | principal |
| Duplas    | Feminino  | Ksénia Chasteau Maylee Phelps | Sabina Czauz Yuma Takamuro   | 7–5, 6–0  | principal |